# 땡절스
땡절스는 대한민국의 음악 그룹이다. 2022년 싱글 《하이파이브》로 데뷔했다.

## 방송
- 유 퀴즈 온 더 블럭 (2021)
- 쇼 챔피언 (2022)
- 더 인플루언서 (2024) - Top77

## 음반
- 하이파이브 (2022)